# Олійник Григорій Микитович

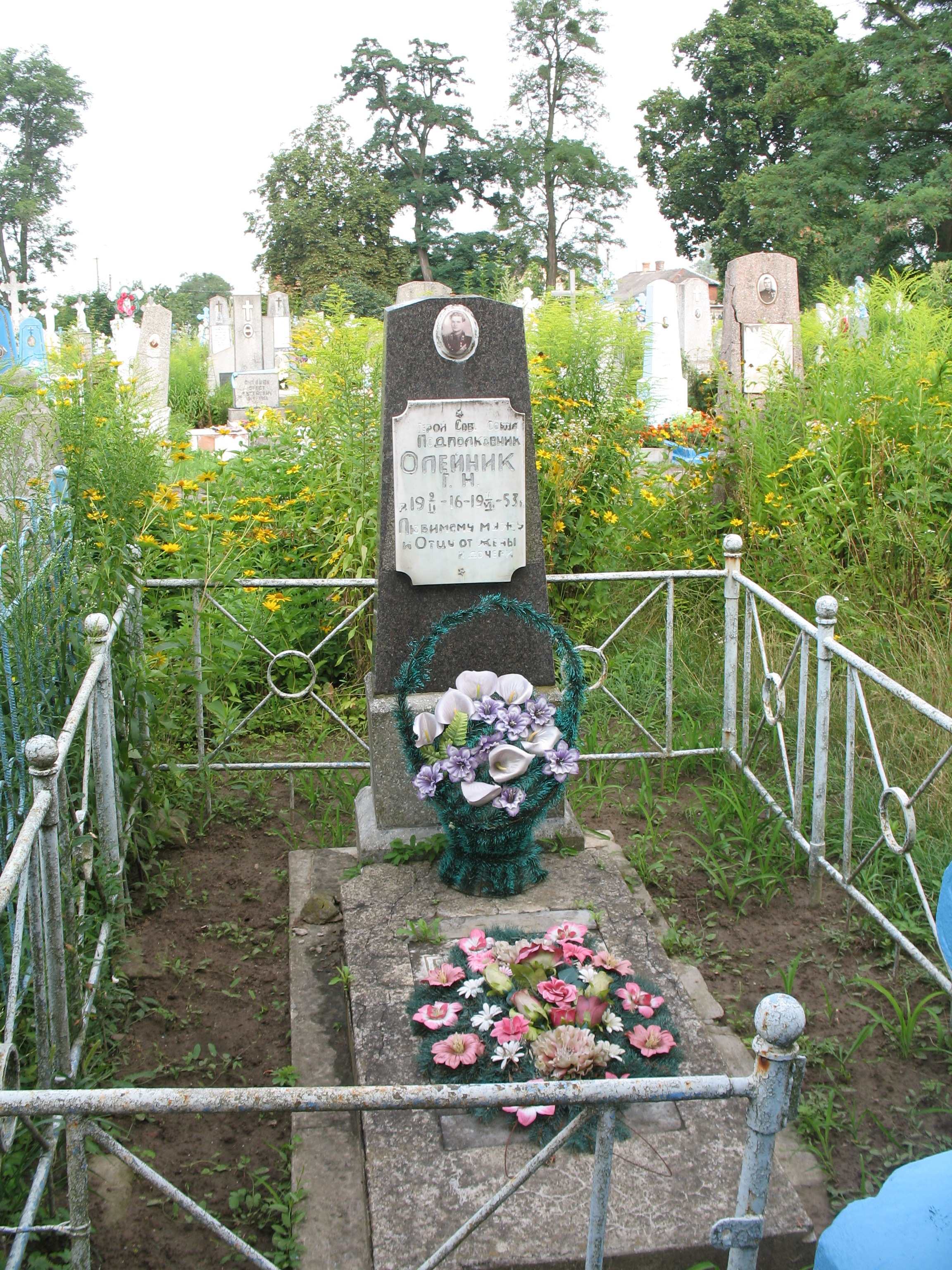
Могила Г. М. Олійника на Лодомирському кладовищі у Володимирі-Волинському

Григорій Микитович Олійник (* 9 лютого 1916 — 11 серпня 1953) — радянський військовий льотчик, Герой Радянського Союзу (1943).

## Біографія
Григорій Олійник народився 9 лютого 1916 року в селі Вороновиця, (нині селище Вінницького р-ну Вінницької області України) у селянській родині. Закінчив 10 класів середньої школи.
З 1936 року у РСЧА. у 1939 році закінчив Чугуївське військово-авіаційне училище.
На фронтах німецько-радянської війни з червня 1941 року. За період війни Г. М. Олійник зробив 376 бойових вильотів і особисто знищив 23 німецьких літаки.
24 серпня 1943 року указом Президії Верховної Ради СРСР Григорію Микитовичу Олійнику присвоєно звання Героя Радянського Союзу.
Після закінчення війни продовжував служити у військово-повітряних силах СРСР.
11 серпня 1953 року підполковник Г. М. Олійник загинув в авіаційній катастрофі під Володимиром-Волинським. Аби не впасти на місто, розуміючи, що загине, кілька хвилин відводив свій реактивний літак за його межі, але сам катапультуватися не встиг.
Похований на Ладомирському кладовищі у Володимирі-Волинському.